# Neleucania rubra
Neleucania rubra är en fjärilsart som beskrevs av George Francis Hampson 1905. Neleucania rubra ingår i släktet Neleucania och familjen nattflyn. Inga underarter finns listade i Catalogue of Life.